# Andrew Garfield
Andrew Russell Garfield (Los Angeles, 20. kolovoza 1983.) je američko-britanski glumac.
Rođen je u Los Angelesu i odrastao u Epsomu, Surreyu. Garfield je započeo svoju karijeru na britanskoj sceni i televizijskim produkcijama. Garfield je napravio filmski debi u drami Jaganjci i lavovi koja je snimana 2007. Garfield je prvi put došao na međunarodnu scenu 2010. sa sporednom ulogom u drami Društvena mreža, za koji je dobio Zlatni globus i BAFTA nominaciju za lik Eduarda Saverina jednog od osnivača Facebooka. Glumio je još u filmu Nikad me ne puštaj, za koji je dobio nagradu Saturn i druge BAFTA nominacije.
Garfield naknadno dobiva pohvale za svoju izvedbu kao glavni lik u remakeu" Spider-Mana koji je snimljen 2012., a dvije godine kasnije snimljen je i nastavak istog toga filma "Čudesni Spider-man 2". 
Godine 2016. Garfield dobiva glavnu ulogu u povratničkom redateljskom filmu Mela Gibsona "Greben spašenih", gdje je utjelovio Desmonda T. Dossa. Film je ubrzo nakon što je pušten u kino dvorane dobivao uglavnom pozitivne kritike. Za ovaj film Garfield je dobio nominacije za Nagradu po izboru filmskih kritičara za najboljeg glumca, Zlatni globus za najboljeg glumca, te nagradu udruženja glumaca za najbolju izvedbu glumca u glavnoj ulozi.

## Vanjske poveznice
- Andrew Garfield u internetskoj bazi filmova IMDb-u (engl.)